# Staszic
Staszic – wieś w Polsce, ufundowana przez ks. Stanisława Staszica, położona w województwie lubelskim, w powiecie hrubieszowskim, w gminie Uchanie.
| SIMC    | Nazwa   | Rodzaj    |
| ------- | ------- | --------- |
| 1026579 | Hodacz  | część wsi |
| 0904180 | Popławy | część wsi |
| 0904196 | Wasylki | część wsi |

W latach 1975–1998 miejscowość administracyjnie należała do województwa zamojskiego.
Wieś stanowi sołectwo gminy Uchanie. Według Narodowego Spisu Powszechnego z roku 2011 wieś liczyła 232 mieszkańców i była siódmą co do liczby ludności miejscowością gminy.
Wierni Kościoła rzymskokatolickiego należą do parafii Wniebowzięcia Najświętszej Maryi Panny w Uchaniach.